# Kyrkfurets naturreservat
Kyrkfurets naturreservat är ett kommunalt naturreservat i Lomma kommun i Skåne län.
Området är naturskyddat sedan 2021 och är 7 hektar stort. Reservatet ligger norr om Lomma och består av på sanddynerna planterad tallskog  som numera är uppblandad med lövträd.